# Mysz komputerowa

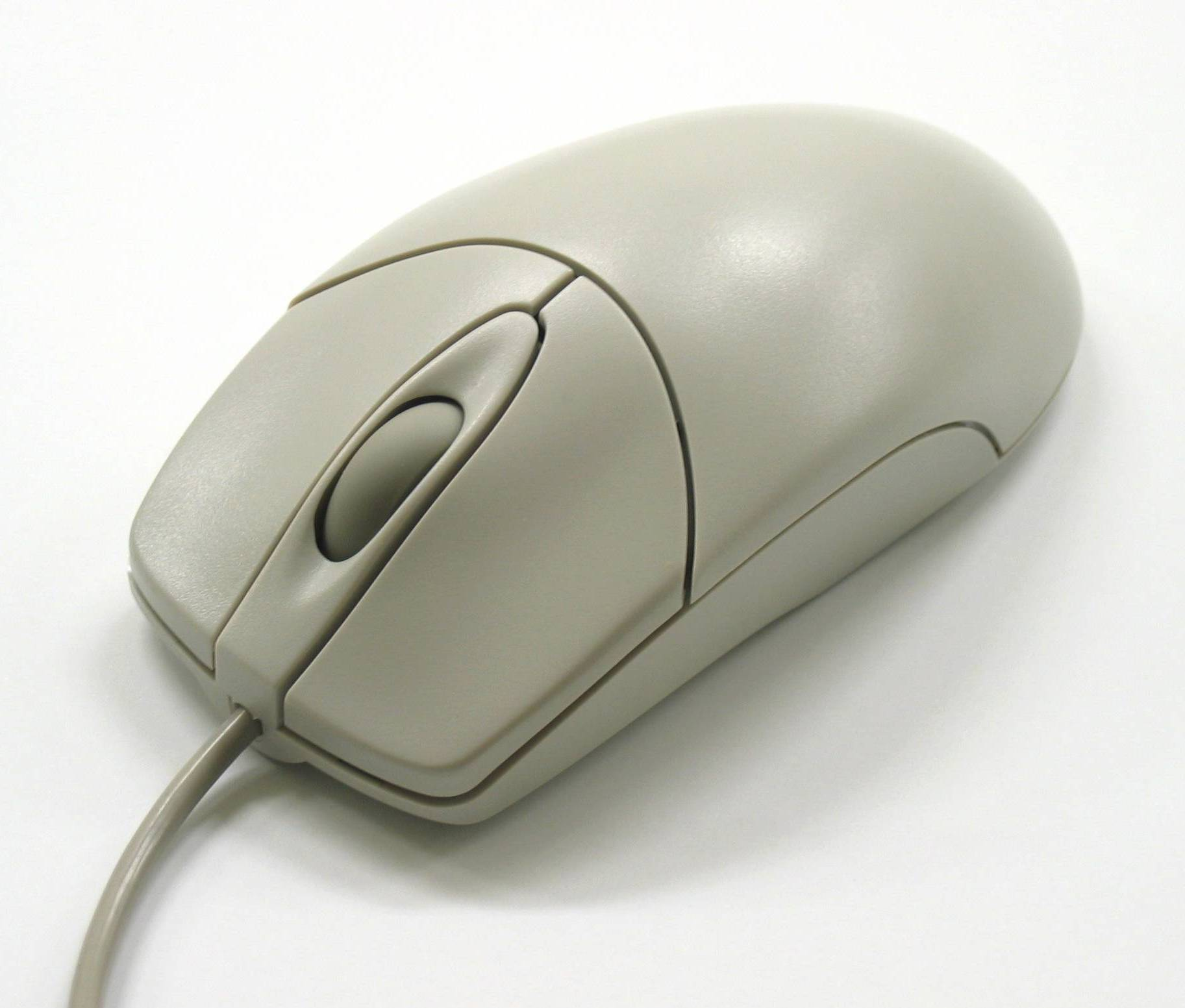
Klasyczna mysz komputerowa (z kulką)

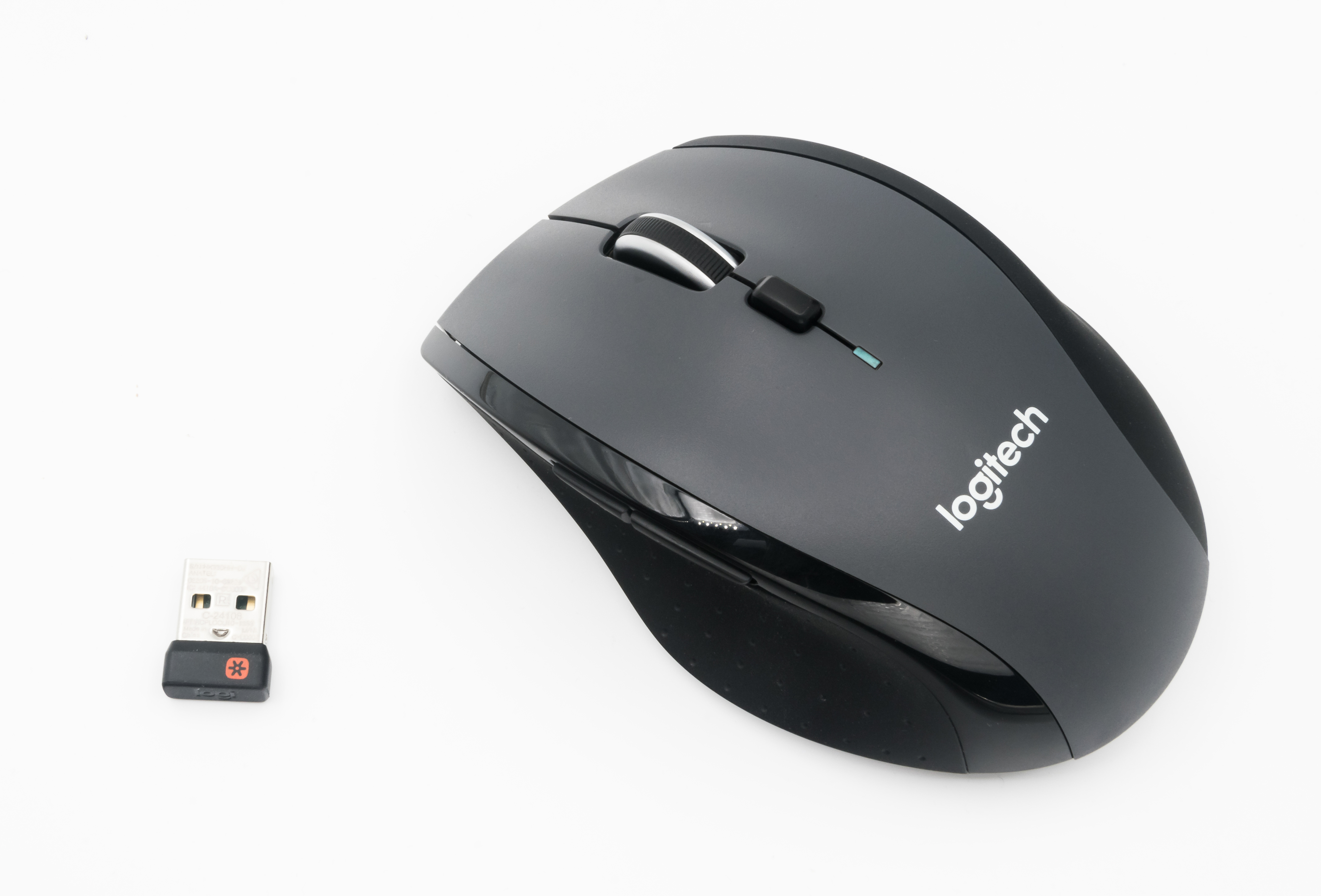
Bezprzewodowa mysz Logitech M705

Mysz komputerowa, myszka (ang. mouse) – urządzenie wskazujące używane podczas pracy z interfejsem graficznym systemu komputerowego.
Mysz umożliwia poruszanie kursorem po ekranie monitora poprzez przesuwanie jej po powierzchni płaskiej. Mysz odczytuje zmianę swojego położenia względem podłoża i wysyła ją w formie danych cyfrowych do komputera, który dokonuje odpowiedniej zmiany położenia kursora na ekranie. Najczęściej wyposażona jest w dwa przyciski i kółko do przewijania ekranu, które może również pełnić rolę trzeciego przycisku; często spotykane są rozwiązania z dwoma dodatkowymi przyciskami bocznymi lub, nieco rzadziej, z przechylanym na boki kółkiem.

## Historia
Za pierwowzór myszki można uznać trackball – urządzenie wskazujące wynalezione w 1941 roku przez Ralpha Benjamina. Trackball był częścią systemu obrony przeciwlotniczej z czasów II wojny światowej. Projekt Benjamina używał komputera analogowego do wyliczania przyszłych pozycji namierzanych samolotów na podstawie wprowadzonych przez operatora punktów przy użyciu joysticka. Benjamin uważał, że potrzebne jest lepsze rozwiązanie. Wynalazek ten został opatentowany w 1947 roku. Jedyny prototyp, wykorzystujący metalową kulkę obracającą się na dwóch pokrytych gumą rolkach, został objęty tajemnicą wojskową.
Inny trackball został zbudowany przez brytyjskiego elektrotechnika Kenyona Taylora we współpracy z Tomem Cranstonem i Fredem Longstaffem. Taylor był członkiem Ferranti Canada i w 1952 roku pracował przy projekcie DATAR dla Royal Canadian Navy. DATAR pod względem koncepcji był podobny do projektu Benjamina. Trackball używał 4 dysków do określania ruchu, po dwa dla kierunków w osiach X i Y. Ruch kulki powodował obrót dysków, które okresowo stykały ze sobą przewody powodując wysłanie impulsu. Na podstawie zliczania tych impulsów można było określić ruch kulki. Komputer wyliczał trasy i przesyłał je do okrętów za pomocą sygnałów radiowych przy użyciu pulse-code modulation. Wynalazek ten nie został opatentowany, lecz był również objęty tajemnicą wojskową.
2 października 1968 niemiecka firma Telefunken wypuściła na rynek produkt o nazwie Rollkugel (niem. „tocząca się kula”). Zgodnie z tym, co sugeruje nazwa, oraz w przeciwieństwie do myszki Engelbarta model ten miał już kulkę. Urządzenie to wzorowało się na wcześniejszym modelu, który był wbudowany w biurka kontrolerów lotów. Opracowany został w 1965 roku przez zespół pod kierownictwem Rainera Mallebreina w Telefunken Konstanz dla niemieckiej Bundesanstalt für Flugsicherung jako część komputera TR 86 z jego terminalem grafiki wektorowej SIG 100-86.

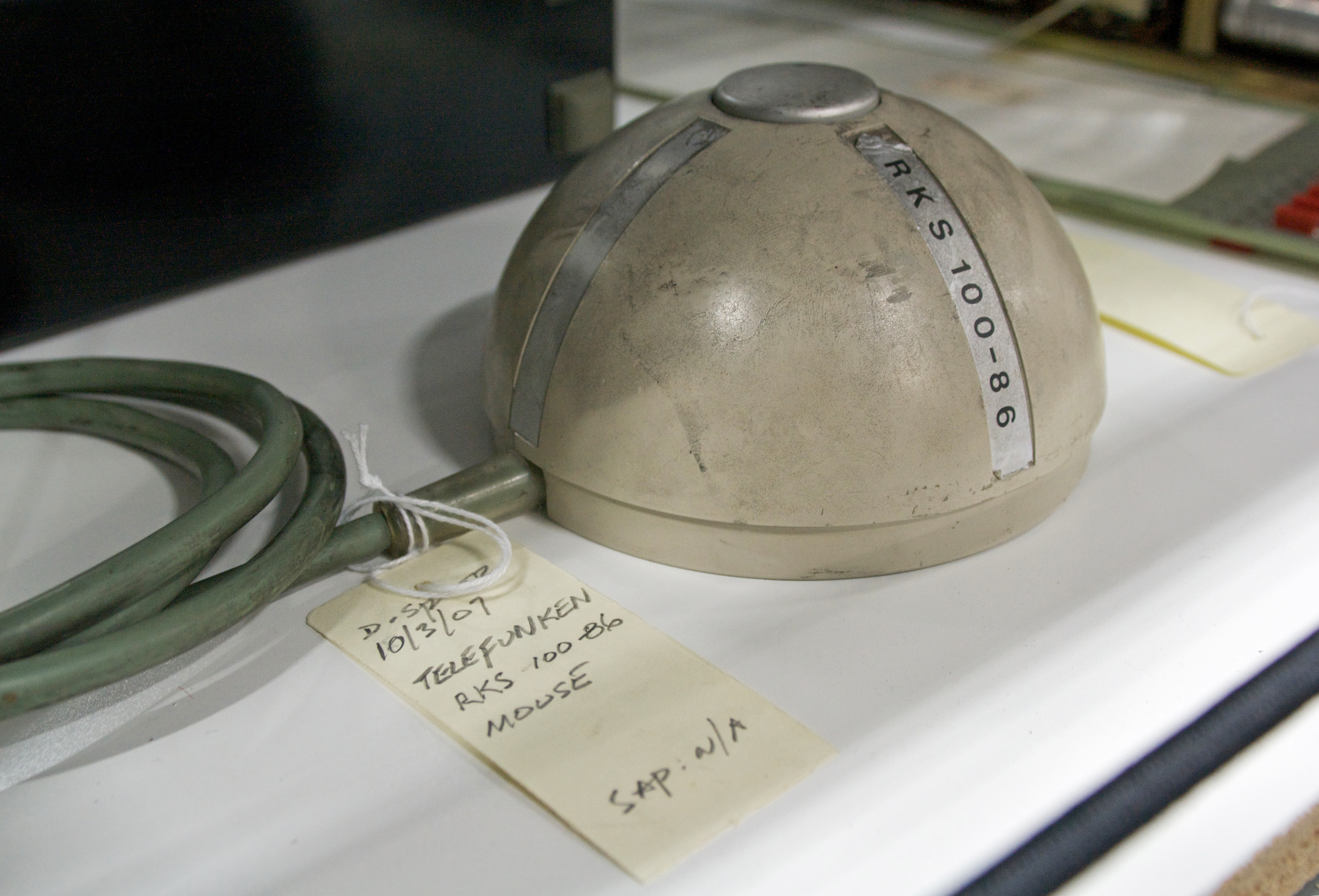
Pierwsza oparta na kulce myszka Rollkugel firmy Telefunken z 1968 roku

Po rozpoczęciu przez Telefunken prac nad mainframe TR 440 w 1965 roku Mallebrein ze swoim zespołem doszli do wniosku, że „odwrócenie” istniejącego Rollkugel w myszkopodobny ruchomy mechanizm pozwoli użytkownikom na większą wygodę i łatwiejszy montaż (nie trzeba było robić otworów w biurkach, jak przy poprzednim modelu). Do XXI wieku przetrwały nieliczne okazy, które były zainstalowane w Leibniz-Rechenzentrum w Monachium w 1972. Firma Telefunken uznała swój wynalazek za mało znaczący i nie opatentowała go.

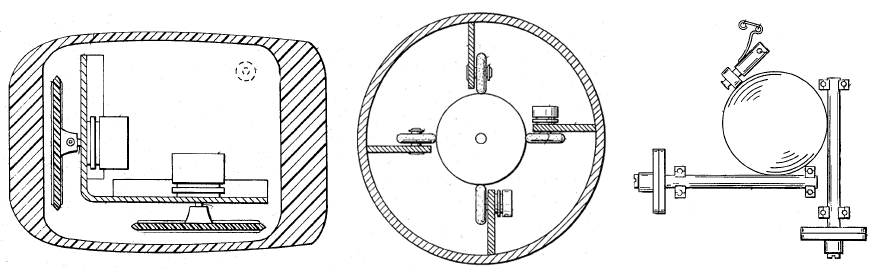
Wczesne patenty myszek. Od lewej: patent Engelbartaa, listopad 1970, U.S. Patent 3,541,541. patent Ridera, wrzesień 1974, U.S. Patent 3,835,464. patent Opocensky’iego, październik 1976, [https://www.google.com/patents/US3987685 U.S. Patent 3,987,685

9 grudnia 1968 roku, kilka miesięcy po tym jak Telefunken rozpoczął sprzedaż Rollkugel, Douglas Engelbart przedstawił swoją demonstrację komputerową. Jeszcze przed wydarzeniami w Niemczech, Engelbart na Stanford Research Institute (obecnie SRI International) z pomocą głównego inżyniera Billa Englisha skonstruował swój pierwszy prototyp myszy w 1960 roku. Nazwa mysz wzięła się z faktu, że wczesne modele miały przewód zamontowany z tyłu obudowy i swoim wyglądem przypominały mysz. Engelbart nigdy nie dostał żadnych tantiem za swój wynalazek, ponieważ patent, który należał do SRI, wygasł zanim mysz komputerowa stała się powszechnie używana w komputerach osobistych. Wynalazek myszy był tylko małą częścią projektu Engelbarta, który miał służyć poszerzeniu ludzkiego intelektu.

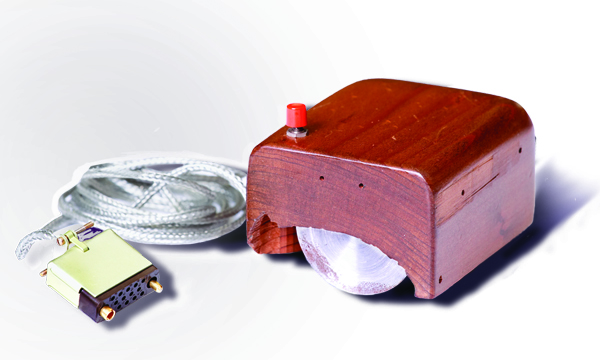
Prototyp myszy Douglasa Engelbarta; mysz ta miała tylko 1 guzik po prawej stronie i wyglądała jak drewniane pudełko.

Powstało również wiele innych wskaźników opracowanych dla Systemu oN-Line Engelbarta. Używały one różnych ruchów ciała, np. urządzenie na głowę przymocowane do nosa i podbródka. Ostatecznie najlepszym rozwiązaniem okazała się jednak myszka, ze względu na wygodę. Pierwsza mysz (na fotografii) używała dwóch prostopadłych względem siebie kół zębatych. Obrót każdej z nich przekładał się na ruch jednej z osi. W czasie wygłoszenia The Mother of All Demos grupa Englebarta już od roku używała drugiej generacji swojej myszki, która wyposażona była w 3 przyciski.
Jednym z pierwszych komputerów przeznaczonych do indywidualnego użytku wykorzystujących mysz był Xerox Alto w 1973 roku. Innym komputerem wyposażonym również w myszkę był komputer Lilith, zainspirowany przez PARC Alto i rozwijany przez zespół Niklausa Wirtha w ETH Zürich w latach 1978–1980. Trzecia sprzedawana na rynku myszka była zintegrowaną częścią komputera Xerox 8010, który powstał w 1981 roku.
Do roku 1982 najbardziej znanym komputerem używającym myszki był Xerox 8010. Producentem myszy dla Xerox był Jack Hawley z The Mouse House, jego mysz kosztowała 415 USD. Sytuację na rynku zmieniła firma Microsoft podejmując decyzję o tym, żeby pracujący pod MS-DOS Microsoft Word był kompatybilny z myszą. W 1983 rozpoczęli sprzedaż własnej myszy komputerowej, dając tym samym początek Microsoft Hardware. Została ona jednak dopiero zauważona w 1984 roku wraz z pojawieniem się na rynku Macintosh 128K, który zawierał ulepszoną wersję myszy Lisa Mouse oraz z komputerami Amiga i Atari ST w 1985.

## Mechanizm

### Mysz mechaniczna (mysz kulkowa)

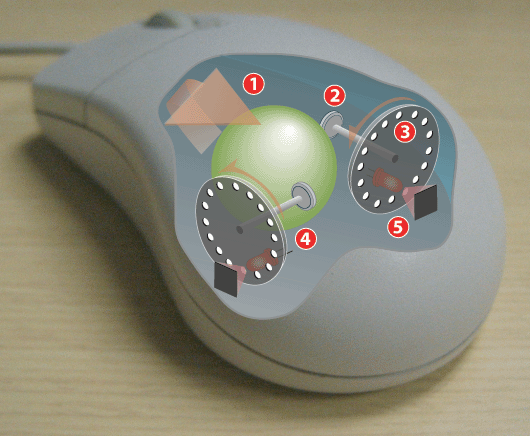
Wewnętrzny mechanizm myszy mechanicznej

Najstarszym typem myszy jest mysz mechaniczna. W urządzeniu tym wykorzystuje się metalową (ciężką) kulkę pokrytą gumą (substancją o dużym współczynniku tarcia względem większości materiałów) oraz system rolek. Kulka pod wpływem tarcia o powierzchnię, po której przesuwamy mysz, obraca się i powoduje obrót dwóch prostopadle umieszczonych rolek. Ruch ten jest interpretowany elektronicznie. Rolki poruszają talerzyki o pewnej (najczęściej 32 lub 36) liczbie otworów rozłożonych równomiernie przy krawędzi talerzyka. Obrót talerzyka powoduje przecinanie strumienia światła (podczerwieni), który odbierany jest przez czujnik. Ponieważ znany musi być kierunek prowadzenia myszy, czyli kierunek obrotu talerzyka, stosuje się na jedną oś dwa czujniki umieszczone w pewnym odstępie od siebie, oświetlane jedną lub dwiema podczerwonymi diodami elektroluminescencyjnymi (LED). Sygnał z czujników jest doprowadzany do wstępnej postaci cyfrowej przez komparator napięcia. Impulsy z czujników są zliczane w danym przedziale czasu i jest to przekazywane do komputera, w sposób nazywany protokołem komunikacji (najczęściej PS/2). Ze względu na to, że do poruszania kulką myszy potrzebna jest równa powierzchnia o odpowiednio dużym tarciu, stosuje się specjalne podkładki. W trakcie używania myszy brud z podkładki przenosi się na kulkę i wałki. Powoduje to problemy z działaniem urządzenia i wymusza jego czyszczenie co jakiś czas. Ze względu na obniżenie cen myszy optycznych, mechaniczne myszy zostały całkowicie wyparte z rynku.

### Mysz diodowa

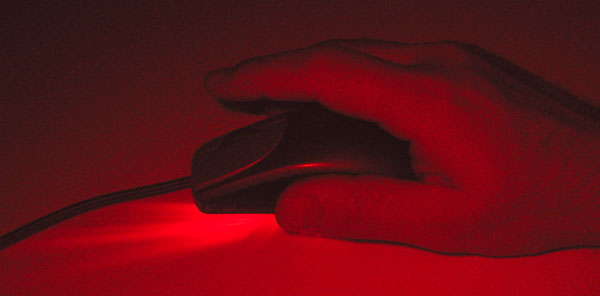
Mysz diodowa, widok w ciemności

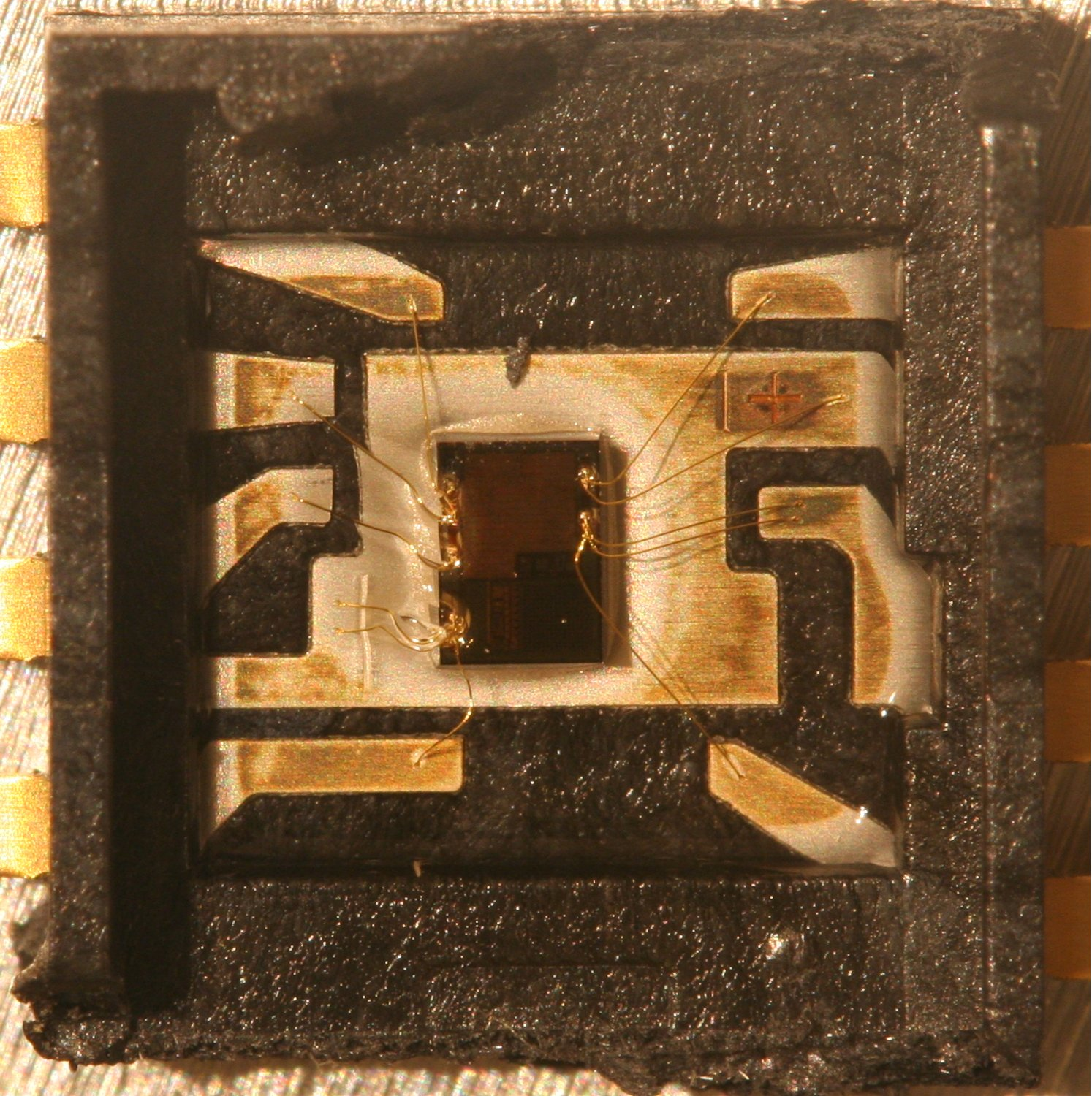
Rozebrany sensor myszy optycznej

Nowszym rozwiązaniem jest tzw. mysz optyczna. W podstawie takiej myszy zainstalowana jest jedna lub więcej diod elektroluminescencyjnych oświetlających powierzchnię pod myszą, soczewka ogniskująca oraz matryca CCD. Mysz tego typu posiada także specjalizowany procesor DSP (zazwyczaj zintegrowany z matrycą) służący do analizowania względnych zmian w położeniu mocno powiększonego obrazu powierzchni. Zaletą tego rozwiązania jest brak mechaniki, która łatwo ulega zanieczyszczeniu i wymaga częstej konserwacji oraz to, że mysz działa na prawie każdej powierzchni (oprócz szkła i lustra) i teoretycznie nie wymaga podkładki. Wadą tego typu urządzeń jest jednak wrażliwość na silne światło dzienne, które padając z boku może zakłócać pracę myszki. Meble lepiej odbijające światło mogą powodować lekkie problemy.

### Mysz laserowa

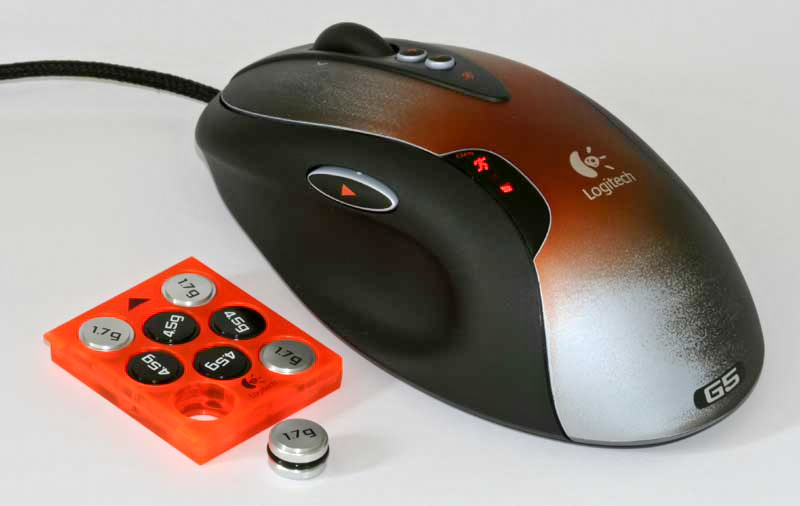
Mysz laserowa Logitech przeznaczona specjalnie dla graczy. Obok zestaw wymiennych odważników, by użytkownik mógł indywidualnie dopasować ciężar myszy

Jednym z najnowszych rozwiązań jest zastosowanie diody laserowej zamiast diod świecących, co jeszcze bardziej podnosi rozdzielczość myszy, a tym samym jej czułość. Zaletą tego rozwiązania jest brak mechaniki, która łatwo ulega zanieczyszczeniu i wymaga częstej konserwacji oraz to, że mysz działa bezproblemowo na praktycznie każdej powierzchni (oprócz szkła, granitu i lakierowanego drewna). Nie świeci w oczy światłem widocznym. Przedsiębiorstwo A4Tech zaprezentowało w czerwcu 2012 roku technologię Holeless, która pozwala na konstrukcję myszek bez otworu na laser. Dzięki temu rozwiązaniu sensor laserowy jest chroniony przed zabrudzeniami, a myszka może pracować na każdej powierzchni – zarówno mokrej, suchej, jak i brudnej.

## Połączenie
Najbardziej rozpowszechniony typ to mysz posiadająca podłączenie do komputera za pomocą kabla. 
Mysz bezprzewodowa nie wymaga przewodowego podłączenia do komputera. Do komputera podłączony jest jedynie moduł komunikacyjny. Pomiędzy modułem a myszą dane przesyłane są przy pomocy fal radiowych (Bluetooth lub własny protokół) lub w starszych modelach za pomocą podczerwieni. Taką myszą można pracować w odległości od kilku do kilkunastu metrów od komputera, w zależności od zastosowanego rozwiązania.

## Interfejs
- DE-9 złącze 9 pinowe (nie mylić z RS-232), zazwyczaj jednocześnie służące jako port manipulatora (joysticka) stosowane do obsługi myszy m.in. w komputerach Atari, Amiga, Elwro 800 Junior; istniały różne formaty obsługi myszy mimo takiej samej lub podobnej obsługi joysticka[3][4], myszki do Amigi o tym złączu są nadal produkowane i mają rozdzielczość 1000 dpi, podczas gdy stare myszki do Amigi miały rozdzielczość 240–320 dpi[5][6][7][8]
- port szeregowy (RS-232), noszący również oznaczenia COM1, COM2 itp. – obecnie już prawie nie używane
- złącze PS/2 w kolorze zielonym (drugie takie samo złącze, w kolorze fioletowym, przeznaczone jest do podłączenia klawiatury)
- USB (przez kabel lub odbiornik sygnału od myszki)
- bluetooth (bezpośrednio np. do laptopa lub innego odbiornika bluetooth)

### Komunikacja z komputerem
Mysz, jako układ odwzorowujący ruch ręki użytkownika, mierzy chwilową prędkość ruchu (inaczej niż touchpad lub akcelerometr). Co około 10 milisekund jest oznaczana liczba jednostek długości ruchu zwanych mickey, dla każdej osi oddzielnie i jeżeli ma ona niezerową wartość, jest przekazywana w formie pakietów danych do komputera. Liczby te są proporcjonalne do pikseli, czyli jednostek długości najmniejszych elementów ekranu. W systemie operacyjnym sterownik myszy mnoży je przez ustawiony przez użytkownika współczynnik (tzw. „prędkość”) oraz drugi współczynnik obliczony z uśrednienia kilku chwilowych przesunięć („przyspieszenie”). Tak obliczone przesunięcie jest dodawane do aktualnej, bezwzględnej pozycji kursora na ekranie.
Protokół komunikacyjny myszy (dawniej protokół szeregowy, dziś jest to część protokołu PS/2 lub USB) składa się z kilku typów pakietów danych. Zawierają one dane o czasie, naciskanych i zwalnianych przyciskach, a także o przesunięciu (a w przypadku urządzeń posiadających własny układ odniesienia o położeniu) wzdłuż każdej z osi, względem której wykonywany jest pomiar. Podstawowy ruch myszy odbywa się względem wzajemnie prostopadłych osi X/Y, natomiast ruch kółka może być reprezentowany przez oś Z, jednak w wielu myszach dla komputerów PC jest on przybliżany danymi o naciskaniu wirtualnych przycisków. Protokół PS/2 umożliwia dokładne odwzorowanie wielu osi ruchu, czego przykładem jest, wprowadzona niedawno, możliwość odczytu gestów multitouch w urządzeniach touchpad.

## Kształt
Pierwsze modele miały kształt prostopadłościanu z dwoma przyciskami. Z czasem zaczęto projektować myszy ergonomiczne, dopasowane kształtem do dłoni.
Mysz do gier charakteryzuje się większą liczbą programowalnych przycisków, często z możliwością przypisywania do nich makr. Zwykle posiada większą czułość i częstotliwość próbkowania niż myszy przeznaczone do pracy biurowej. W tym wypadku producent dba także o kształt myszy, aby zapewnić jej użytkownikowi jak najlepsze doświadczenie związane z jej używaniem.
Mysz wertykalna (ang. vertical mouse, V-Mouse) wyglądem przypomina długopis, czujnik optyczny znajduje się w dolnej części. Mysz jest lekka, trzymana w ręku, a nie opierana na stole co pozwala na pracę na zakrzywionych i miękkich powierzchniach.